# Oraș (Statele Unite ale Americii)
City, în engleză city, în Statele Unite ale Americii, este o municipalitate urbană de ordin întâi. Localitatea urbană city, originară  din Anglia și prezentă în toate statele americane din Noua Anglie, este de asemenea prezentă în statele din Vestul Mijlociu, dar și în toate statele afalte la vest de fluviul Mississippi.
De multe ori, în Statele Unite, nu există o diferența reală dintre un oraș - city și un târg - town, deși convențional, orașul este mai mare și mai diversificat economic/administrativ decât un târg.

## Vedeți și
- Borough (Statele Unite ale Americii)
- Cătun (Statele Unite ale Americii)
- District civil (Statele Unite ale Americii)
- District desemnat (Statele Unite ale Americii)
- District topografic (Statele Unite ale Americii)
- Loc desemnat pentru recensământ (Statele Unite ale Americii)
- Localitate neîncorporată (Statele Unite ale Americii)
- Municipalitate (Statele Unite ale Americii)
- Oraș (Statele Unite ale Americii)
- Precinct (Statele Unite ale Americii)
- Rezervație amerindiană (Statele Unite ale Americii)
- Sat (Statele Unite ale Americii)
- Târg (Statele Unite ale Americii)
- Township (Statele Unite ale Americii)
- Zonă de recensământ (Statele Unite ale Americii)
- Zonă metropolitană (Statele Unite ale Americii)
- Zonă micropolitană (Statele Unite ale Americii)

## Alte legături interne
- Categorie:Liste de orașe din Statele Unite după stat
- Categorie:Liste de târguri din Statele Unite după stat
- Categorie:Liste de districte civile din Statele Unite după stat
- Categorie:Liste de sate din Statele Unite după stat
- Categorie:Liste de comunități neîncorporate din Statele Unite după stat
- Categorie:Liste de localități dispărute din Statele Unite după stat
- Categorie:Liste de comunități desemnate pentru recensământ din Statele Unite după stat